# ЧС4т
ЧС4Т (ЧС4, обладнаний реостатним гальмом, заводське позначення — 62E) — радянський пасажирський шестивісний електровоз змінного струму, виготовлявся чехословацьким заводом «Шкода» в 1971 (дослідний екземпляр) і з 1973 до 1986 р. (масштабне виробництво) для радянських залізниць. В порівнянні з ЧС4, у ЧС4Т серйозно змінений кузов, а також передбачено конструкцією реостатне гальмування, що в свою чергу призвело до зміни електричного обладнання. З 1972 року чеські заводи розробили і розпочали виготовляти електровоз постійного струму ЧС2т з кузовом і кабінами аналогічними типу ЧС4Т.